# Водопад (литография)
«Водопад» — литография голландского художника Эшера. Впервые была напечатана в октябре 1961 года.
В этой работе Эшера изображен парадокс — падающая вода водопада управляет колесом, которое направляет воду на вершину водопада. Водопад имеет структуру «невозможного» треугольника Пенроуза: литография была создана по мотивам статьи в «Британском журнале психологии».
Конструкция составлена из трёх перекладин, положенных друг на друга под прямым углом. Водопад на литографии работает как вечный двигатель. В зависимости от движения взгляда попеременно кажется, что обе башни одинаковы и что расположенная справа башня на этаж ниже левой башни.